# Дереворіз Михайло Іванович
Дереворіз Михайло Іванович (нар. 19 травня 1933, с. Сухостав Гусятинського району Тернопільської області — 23 січня 2013, м. Чернівці) — філолог, педагог, багаторічний директор наукової бібліотеки Чернівецького державного університету (1965—1985). Заслужений працівник культури УРСР (1977).

## Біографія
У 1950—1955 рр. навчався на філологічному факультеті Чернівецького державного університету (нині Чернівецький національний університет імені Юрія Федьковича). Впродовж 1955—1964 рр. вчителював, з 1959 р. — завуч Козятинської середньої школи Вінницької області. З 1 вересня 1964 р. по 1 жовтня 1965 р. — аспірант Чернівецького державного університету. З 1 жовтня 1965 р. по 15 грудня 1985 р. — директор наукової бібліотеки Чернівецького держуніверситету. З 1985 р. — заступник голови Чернівецької обласної організації товариства «Знання», згодом викладав українську мову і літературу в Чернівецькій середній школі № 24.

## Творча діяльність
Професійний досвід набутий за двадцять років, організаторський хист, енциклопедичні знання щедро віддавав бібліотечній справі, був обраний членом бібліотечно-методичної ради СРСР при бібліотеці Московського державного університету. З його ініціативи було створено три абонементи для студентів природничих і гуманітарних факультетів, один — для викладачів і науковців. Із січня 1975 р. почав працювати читальний зал у студентському містечку, були відкриті бібліотека фізичного факультету, філіал на інженерно-технічному факультеті та читальний зал реферативних журналів.

## Відзнаки
- Заслужений працівник культури УРСР.
- Почесна грамота Міністерства вищої школи СРСР.
- Медаль «Ветеран праці».